# بوخباخ (اتریش)
بوخباخ (به آلمانی: Buchbach) یک منطقهٔ مسکونی در اتریش است که در ناحیه نوین‌کیرشن واقع شده‌است. بوخباخ ۳۵۷ نفر جمعیت دارد.